# Zjednoczone Emiraty Arabskie na Mistrzostwach Świata w Lekkoatletyce 2011
Zjednoczone Emiraty Arabskie na Mistrzostwach Świata w Lekkoatletyce 2011 reprezentowane są przez dwoje zawodników.

## Występy reprezentantów Zjednoczonych Emiratów Arabskich

### Mężczyźni

#### Konkurencje biegowe
| Konkurencja   | Zawodnik                  | Eliminacje | Eliminacje | Półfinał | Półfinał | Finał    | Finał   |
| Konkurencja   | Zawodnik                  | Rezultat   | Pozycja    | Rezultat | Pozycja  | Rezultat | Pozycja |
| ------------- | ------------------------- | ---------- | ---------- | -------- | -------- | -------- | ------- |
| Bieg na 200 m | Omar Jouma Bilal Al-Salfa | 21,45      | 48         |          |          |          |         |

### Kobiety

#### Konkurencje biegowe
| Konkurencja    | Zawodnik            | Eliminacje | Eliminacje | Finał    | Finał   |
| Konkurencja    | Zawodnik            | Rezultat   | Pozycja    | Rezultat | Pozycja |
| -------------- | ------------------- | ---------- | ---------- | -------- | ------- |
| Bieg na 5000 m | Alia Saeed Mohammed | 16:10,37   | 20         |          |         |